# José María del Nido
José María del Nido (6 agosto 1957) è un imprenditore spagnolo.
È stato presidente del Sevilla FC dal 2002 al 2013, il periodo di maggior successo nella storia del club, vincendo sette trofei. Ha lasciato il suo incarico dopo essere stato condannato per appropriazione indebita per il suo periodo come avvocato dei sindaci di Marbella Jesús Gil e Julián Muñoz, condannato a sette anni di cui tre trascorsi in prigione.

## Primi anni di vita e presidenza del Siviglia
Nato a Siviglia, Del Nido era figlio di José María del Nido Borrego, nominato vicepresidente del Sevilla FC nel 1971. Il giovane Del Nido entrò nel consiglio del club nel 1986.
Nell'agosto 1995, il presidente del club Luis Cuervas si dimise mentre il Siviglia era coinvolto in una controversia che avrebbe potuto vedere il club escluso dai due campionati professionistici di calcio spagnolo (Liga Nacional de Fútbol Profesional) per motivi amministrativi. Del Nido è stato presidente ad interim fino a ottobre, durante questo periodo la squadra è stata reintegrata e di conseguenza il campionato si è ampliato da 20 a 22 club. Il resto del decennio vide il club in declino finanziario e sul campo, e il 27 maggio 2002 fu eletto presidente con la promessa di superare un debito di 40 milioni di euro.
Con Monchi come direttore del calcio e Joaquín Caparrós come allenatore, il Siviglia ha costruito una squadra di giocatori del settore giovanile e importazioni straniere a buon mercato, vendendoli per somme molto maggiori. Il primo di questi è stato José Antonio Reyes all'Arsenal nel gennaio 2004 per 30 milioni di euro, seguito da giocatori del calibro di Júlio Baptista, Sergio Ramos e Dani Alves. Dopo che Caparrós fu sostituito da Juande Ramos nel 2005, il club vinse una serie di trofei, comprese due Coppe UEFA consecutive.
Del Nido aveva una rivalità molto pubblicizzata con Manuel Ruiz de Lopera, presidente dei rivali del derby di Siviglia, il Real Betis. I due uomini hanno posto fine alla loro animosità nell'agosto 2007, dopo la morte improvvisa del giocatore del Siviglia Antonio Puerta.

## Carriera legale e condanna
Da giovane, Del Nido era un membro del partito post-franchista Forza Nuova, il cui leader regionale era suo padre. Nel 1986, Del Nido era l'avvocato difensore di Carlos de Meer, un colonnello accusato di aver pianificato un colpo di stato di estrema destra con i soldi di Muʿammar Gheddafi. De Meer fu inizialmente assolto dall'accusa di assenza senza permesso per mancanza di prove, ma fu condannato a sei mesi di prigione dalla corte suprema militare.
Del Nido ha lavorato come avvocato per il governo municipale di Marbella sotto i sindaci Jesús Gil e Julián Muñoz. Durante l'indagine su quest'ultimo nel Caso Malaya, il campo di applicazione si allargò e Del Nido fu accusato nel 2006 nel Caso Minutas per 6,7 milioni di euro di pagamenti ricevuti dal municipio dal 1999 al 2003.
Nel dicembre 2011 è stato giudicato colpevole di complicità in appropriazione indebita e corruzione commessa dal consiglio comunale ed è stato condannato a 7 anni e mezzo di carcere, una multa di 2,8 milioni di euro da restituire alla città e quindici anni di squalifica. dall'ufficio. È stato assolto da altre nove accuse. Ha impugnato la sentenza.
La Corte Suprema spagnola ha confermato la condanna di Del Nido nel dicembre 2013, ritirando la condanna per frode e abbreviando la pena di sei mesi. Nel marzo successivo entrò nel carcere di Mairena del Alcor. È stato liberato dal carcere di Huelva nell’aprile 2017.